# São Manoel do Paraná
São Manoel do Paraná este un oraș în Paraná (PR), Brazilia.